# 皮德利斯西亞 (留波姆區)
51°18′41″N 23°41′50″E / 51.31139°N 23.69722°E
皮德利斯西亞（烏克蘭語：Підлісся），是烏克蘭的村落，位於該國西部沃倫州，由科韋利區負責管轄，始建於1963年，面積0.43平方公里，海拔高度170米，2001年人口120，人口密度每平方公里279.07人。